# Brogleshütte
Die Brogleshütte (ladinisch Utia de Bredles, italienisch Rifugio Malga Brogles) ist eine Schutzhütte in den Dolomiten.

## Lage und Umgebung

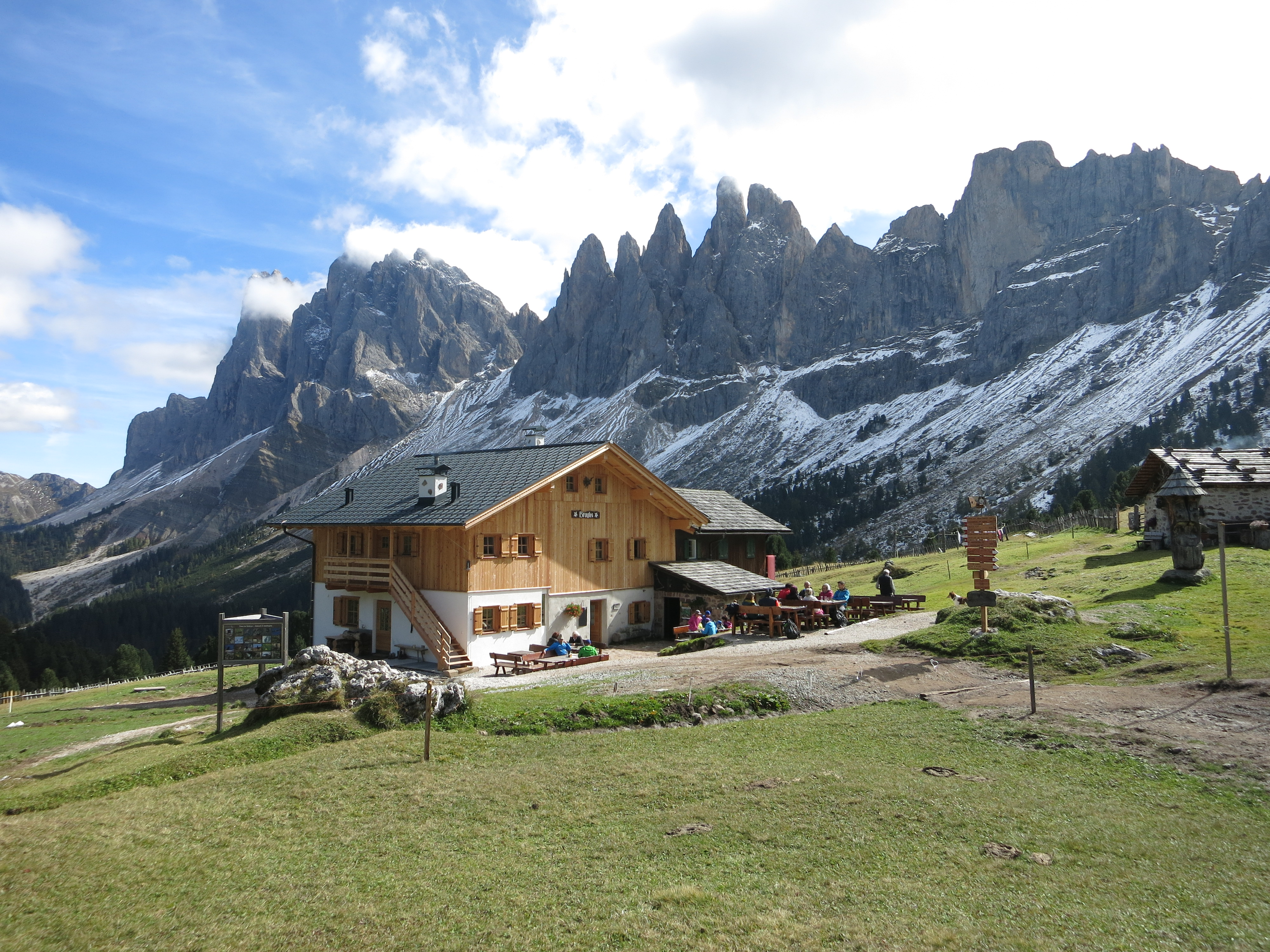
Die Brogleshütte vor den Geislerspitzen

Die Hütte befindet sich auf der Brogles-Alm im Bergkamm, der Villnöß im Norden und Gröden im Süden trennt. Sie liegt auf 2045 m Höhe auf dem Gebiet der Gemeinde Villnöß in Südtirol (Italien), direkt neben der Grenze zum Naturpark Puez-Geisler.
Die Brogles-Alm schließt direkt östlich an Raschötz an, von dem es durch den Brogles-Sattel getrennt ist. Über den Sattel gelangt man zunächst nach Innerraschötz: Von dort aus erreicht man weiter Richtung Westen Außerraschötz mit der Raschötzhütte, Richtung Südwesten St. Ulrich in Gröden und Richtung Norden St. Peter.
Südlich der Brogles-Alm erhebt sich die Seceda, der westlichste Gipfel der Geislergruppe, den man dem Weg über die Pana-Scharte folgend besteigen kann. In östliche Richtung kann man an der Nordflanke der Geislergruppe entlang zur Schlüterhütte wandern, gegen Norden steigt man nach St. Magdalena ab.

## Geschichte
Die im Jahr 1757 erstmals erwähnte Brogleshütte wurde vermutlich um 1700 im Auftrag der Herren von Freising als Unterstand für Hirten erbaut. 1860 wurde sie von einem Lajener Bauern namens Ploner, der den Moar-Hof bewirtschaftete, erworben. 1926 veranlasste die Familie Ploner den Bau eines zweiten Stockwerks. 1950 erfolgte ein erneuter Umbau mit einer Erweiterung der Hütte. Zwischen 2013 und 2015 wurde die Hütte erneuert und vergrößert.